# 龙窝镇
龙窝镇是中国广东省河源市紫金县下辖的一个镇，位于紫金县东南部。辖区总面积308平方公里，下辖1个社区33个村，总人口7万人。

## 行政区划
龙窝镇下辖以下村级行政区划单位
龙窝社区、梅园村、慎田村、上坑村、龙窝村、琴江村、礼坑村、竹径村、黄洞村、琴星村、连塘村、桂山村、高坑村、排楼村、茶松村、南奋村、双下村、黄田村、彭坊村、嶂下村、罗洞村、红星村、宝洞村、琴口村、洋头村、琴南村、五星村、东坑村、公柘村、公村、光明村、庆丰村、王祝塘村和官田村。